# سليق طائفي
 السليق الطائفي هو طبق أرز أبيض مطبوخ مع مرق (دجاج أو لحم) وهو أحد أطباق المطبخ السعودي يشتهر في منطقة الحجاز وبصفة خاصة بالطائف.

## التسمية
عرف السليق الطائفي بهذا الاسم، نسبةً إلى أهل محافظة الطائف، الذين اشتهروا بطبخته بطريقتهم الخاصة.

## المكونات
يفضل لحم أو دجاج، ماء،ملح،أرز امريكي، سمن اختياري.

## ضيافة أهل الحجاز
يُعدُّ السليق الطائفيّ رمز الكرم والضيافة في منطقة الحجاز، إذ هو الضيافة الأولى للملوك والحكام والقادة، وكذلك في المناسبات الكبيرة. كما أن السليق يُعدُّ رسالةً لكل ضيوف السعودية من السياح وغيرهم.